# Neodasys cirritus
Neodasys cirritus is een buikharige uit de familie Neodasyidae. Het dier komt uit het geslacht Neodasys. Neodasys ciritus werd in 1992 voor het eerst wetenschappelijk beschreven door Evans.